# 大成興勝
大成兴胜（1622年五月十一日—十月十九日）又作「大乘兴胜」、「大成兴盛」，「兴胜」，「大乘兴盛」，是明末民变首领徐鸿儒的年号，前后共6个月。

### 纪年
| 大成兴胜 | 元年   |
| -------- | ------ |
| 公元     | 1622年 |
| 干支     | 壬戌   |

## 同期存在的其他政权年号
- 中國
  - 天启（1621年—1627年）：明朝—明熹宗朱由校之年号
  - 瑞应（1621年—1629年）：明朝时期—奢崇明之年号
  - 玄静（1622年）：明朝时期—万俟德之年号
  - 天命（1616年—1626年）：后金—清太祖努尔哈赤之年号
- 越南
  - 永祚（1618年－1629年）：后黎朝—黎神宗黎维祺之年号
  - 隆泰（1594年－1628年）：莫朝—莫敬寬之年号
- 日本
  - 元和（1615年－1624年）：后水尾天皇之年號

## 參看
- 中國年號索引